# Соболь (автомобиль)
 «ГАЗ Соболь» — серия российских малотоннажных грузовых автомобилей, фургонов и микроавтобусов, производимых на Горьковском автомобильном заводе с ноября 1998 года.

## История создания
В конце 1998 года Горьковский автозавод освоил на базе агрегатов семейства «ГАЗель» производство лёгких развозных автомобилей «Соболь» (класс LCV-M.C.), отличающихся от популярной полуторки укороченной до 2760 мм колёсной базой, независимой передней пружинной подвеской и односкатной ошиновкой заднего моста, рассчитанного на меньшую грузоподъёмность (до 900 кг).
Семейство включает цельнометаллический фургон ГАЗ-2752 и микроавтобусы ГАЗ-2217 («Баргузин») и ГАЗ-22171, а также бортовой грузовик (шасси с кабиной) ГАЗ-2310. Базовой моделью считается фургон ГАЗ-2752 со сдвижной боковой дверью и распашными задними (полезный объём 6,86 м³ в 3-местной версии и 3,7 м³ в 7-местной грузо-пассажирской «Комби»).
Микроавтобус ГАЗ-22171 с повышенной крышей (аналогичной по высоте «ГАЗели» ГАЗ-3221) в 6- и 10-местном исполнениях. С 1999 года начался выпуск модели 2217 «Соболь Баргузин» с «низкой» крышей (высота уменьшена на 100 мм), подъёмной задней дверью, позиционируемый производителем как минивэн. Для служебных целей и маршрутных такси предназначена 10-местная модификация ГАЗ-22173 с более плотной планировкой и упрощённой отделкой салона (выпускается под заказ).
В семействе «Соболь» предусмотрены и полноприводные версии ГАЗ-23107/27527/22177/221717 с жёстким передним мостом и карданными шарнирами (шарниры Гука) в приводе передних ведущих и управляемых колёс. Трансмиссия выполнена с постоянным полным приводом и двухступенчатой раздаточной коробкой. В 2014 году появилась модификация с раздаточной коробкой типа парт-тайм.
В начале 2003 года семейство «Соболь» подверглось рестайлингу, аналогичному семейству «ГАЗель» с обновлением дизайна оперения и заменой прямоугольных фар на современные блок-фары каплевидной формы, а также заменой панели приборов и других компонентов автомобиля.
В 2006 году сборка грузовика «Соболя» ГАЗ-2310, до этого выпускавшегося только мелкими партиями, была переведена на одну нитку конвейера с бортовой «ГАЗелью» ГАЗ-3302, что позволило значительно увеличить производство данной модели, востребованной, в частности, в Москве, из-за ограничений на въезд в центр города автомобилей грузоподъёмностью выше 1 т.
В феврале 2010 года АЗ ГАЗ начал производство рестайлингового семейства «Соболь-Бизнес» с пакетом модернизированных узлов и агрегатов, аналогичным семейству «ГАЗель-Бизнес».
С конца 2010 года «Соболь-Бизнес» также получил турбодизель Cummins ISF 2.8, с июля 2010 года устанавливаемый на «Газель-Бизнес». Выпуск моделей с облицовкой образца 2003 года и частично модернизированными агрегатами под названием «Соболь-Стандарт» сохранён лишь в ограниченных масштабах для модификаций специального назначения, сертифицированных для силовых ведомств РФ.

## Модельный ряд
- ГАЗ-2310 — бортовой грузовик (4 × 2) грузоподъёмностью 0,9 т, вариант — шасси с кабиной под установку надстроек типа фургон-бокс;
  - ГАЗ-23107 — бортовой грузовик 4 × 4 с полноприводной трансмиссией;
    - ГАЗ-231073 — бортовой грузовик 4 × 4 с полноприводной трансмиссией и шестиместной кабиной;
- ГАЗ-2752 — цельнометаллический фургон грузоподъёмностью 0,8 т со сдвижной боковой дверью и двустворчатой задней, вариант — грузо-пассажирский комби на 7 мест с изолированным грузовым отсеком;
  - ГАЗ-27527 — цельнометаллический фургон 4 × 4, вариант — грузо-пассажирский комби на 7 мест;
- ГАЗ-2217 — минивэн «Соболь Баргузин» на 7 или 11 мест с низкой крышей и подъёмной задней дверью;
  - ГАЗ-22177 — минивэн «Соболь Баргузин» с колёсной формулой 4 × 4;
- ГАЗ-22171 — микроавтобус «Соболь» категорий М1 и М2 на 7 («Соболь купе») или 11 мест со стандартной крышей и двустворчатой распашной задней дверью. Иногда эксплуатировался в качестве маршрутного такси, аналогично «ГАЗели»;
  - ГАЗ-221717 — микроавтобус «Соболь» категорий М1 и М2 с колёсной формулой 4 × 4

## Двигатели
На автомобилях семейства «Соболь», как и на «Газели», первоначально (до 2005 года) использовались карбюраторный двигатель семейства ЗМЗ-402 (рабочий объём 2,5 л, 8 кл.), карбюраторный двигатель ЗМЗ-406.3 (рабочий объём 2,3 л, 16 кл.) и инжекторный бензиновый двигатель ЗМЗ-406 (2,3 л, 16 кл.) мощностью 110—135 л. с., а по заказу устанавливался и лицензионный турбодизель ГАЗ-560 (2,1 л) мощностью 95 л. с., а также турбодизель с охлаждением наддувочного воздуха ГАЗ-5601 (2,1 л) мощностью 110 л. с. С 2003 года используются инжекторные моторы уровня Евро-2: ЗМЗ-40522.10 (2,5 л, 16 кл.) мощностью 140 л. с.; с 2008 года — инжекторные моторы уровня Евро-3: ЗМЗ-40524.10 и Chrysler DOHC 2.4L (2,4 л, 137 л. с.). С 2009 года семейство «Соболь» комплектуется мотором УМЗ-4216.10 (2,89 л, 107 л. с.), а с осени 2010 года комплектуется также турбодизелем Cummins ISF 2.8L (2,8 л, 120 л. с.). С 2024 года Соболь NN оснащён турбо-дизелем (2,5 л, 150 л. с.).